# Камерализъм
Камерализмът (от на латински: camera — камера, държавна хазна, т.е. наука за държавното управление) е специфично икономическо развитие на германските земи през XVII и XVIII век, след Вестфалския мирен договор. Характеризира се със схващането, че държавата е основен двигател на икономическото развитие и просперитет, за разлика от меркантилните Кралство Англия и Кралство Франция по това време, където носители на икономическия просперитет не са свободните занаятчии и търговци, а княжеските служители – благоприятстващи го. В този смисъл камерализмът заражда и предхожда модерната социална държава.
За първи път терминът „камерализъм“ се извежда в труда „Германската княжеска държава“ от 1656 г. на Лудвиг Зекендорф. Концепцията, целяща стопанското въстановяване на Свещената Римска империя след тридесетгодишната война, е подхваната и доразвита от меркантилистите.
Камерализмът застъпва икономическо партньорство в разделеното и икономически германско общество. Целта е увеличаване на населението и неговото благосъстояние посредством стиковка със синергия между производителя и търговеца, от една страна, и държавата, от друга. Теоретиците на камерализма са предтечи на съвременния икономикс в периода до индустриалната революция.
Теориите на германските камералисти намират благодатна почва в икономическата реалност по германските земи през XVII и XVIII век. Неслучайно основните импулси за възраждането на страната идват от князете и техните правителства. По този начин германската икономическа мисъл и школа допринасят за развитието на икономическата наука и практика, като цяло. В почти всички големи университети в Централна и Източна Европа през XIX век съществуват катедри по камерализъм. Камералистичната икономическа политика намира своя завършен вид в Кралство Прусия по време на просветения абсолютизъм. Водещ теоретик на камерализма е Йохан Юсти.